# Ackerwinde
Die Ackerwinde (Convolvulus arvensis), auch Acker-Winde, ist eine Pflanzenart aus der Gattung der Winden (Convolvulus) innerhalb der Familie der Windengewächse (Convolvulaceae).

## Beschreibung

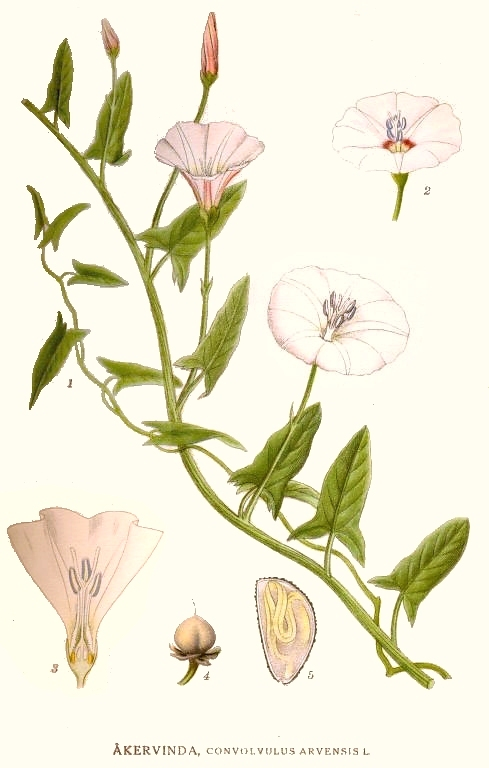
Illustration

### Vegetative Merkmale
Die Ackerwinde ist eine linkswindende, kriechend bis kletternde, mehrjährige, krautige Pflanze. Die schlanken, verdrehten Sprossachsen sind fein behaart bis kahl.
Die wechselständig an den Sprossachsen angeordneten Laubblätter sind in Blattstiel und -spreite gegliedert. Die ganzrandigen bis schwach feingezähnten, pfeil- bis spieß- oder eiförmigen und stumpfen bis spitzen, feinstachelspitzigen Blätter sind behaart bis kahl. Der behaarte bis kahle Blattstiel ist rinnig.

### Generative Merkmale
Blütezeit reicht von Juni bis September. Die duftenden Blüten erscheinen achselständig bis zu dritt. Es sind jeweils zwei mehr oder weniger haltbare Vorblätter vorhanden. Die gestielte, zwittrige und fünfzählige Blüte ist radiärsymmetrisch mit doppelter Blütenhülle. Die behaarten bis kahlen, dachigen Kelchblätter sind oft ungleich lang. Die weiße bis rosafarbene, trichterförmige Blütenkrone mit gelb-grünem Zentrum weist einen Durchmesser bis 4–5 Zentimetern auf. Die Saumlappen sind fast ganz verwachsen. Der zweikammerige, meist kahle Fruchtknoten mit kurzem Griffel und zweiästiger Narbe ist oberständig, die ungleichen Staubblätter sind kurz, mit an der Basis drüsigen Staubfäden. Es ist ein becherförmiger Diskus vorhanden.
Die kleine, kahle und eiförmige, kurz geschnäbelte, etwa 6–7 Millimeter große Kapselfrucht am beständigen Kelch öffnet sich zweiklappig und enthält bis zu vier Samen. Die braunen, eiförmigen Samen sind feinwärzlich.
Die Chromosomenzahl beträgt 2n = 48 oder 50.

## Ähnliche Arten
Von der sehr ähnlich aussehenden Echten Zaunwinde (Calystegia sepium) unterscheidet sich die Acker-Winde durch die Blüten, die bei der Zaunwinde gut doppelt so groß wie bei der Acker-Winde sind. Bei der Zaunwinde sind sie durchgehend strahlend weiß, während sie bei der Acker-Winde zartrosa oder bläulich getönt sein können und außen an den Nahtstellen der zusammengewachsenen Blütenblätter dunkle, keilförmig auf den Blütenrand zulaufende Streifen aufweisen. Die Blüte der Zaunwinde hat außen zwei deutlich ausgeprägte grüne Vorblätter, die bei der Acker-Winde fehlen. 
Auch die Laubblätter unterscheiden sich bei beiden Arten: Bei der Zaunwinde sind sie eher rundlich, während sie bei der Acker-Winde länglich mit einer Spitze und zwei spitzen Ecken sind.

## Ökologie

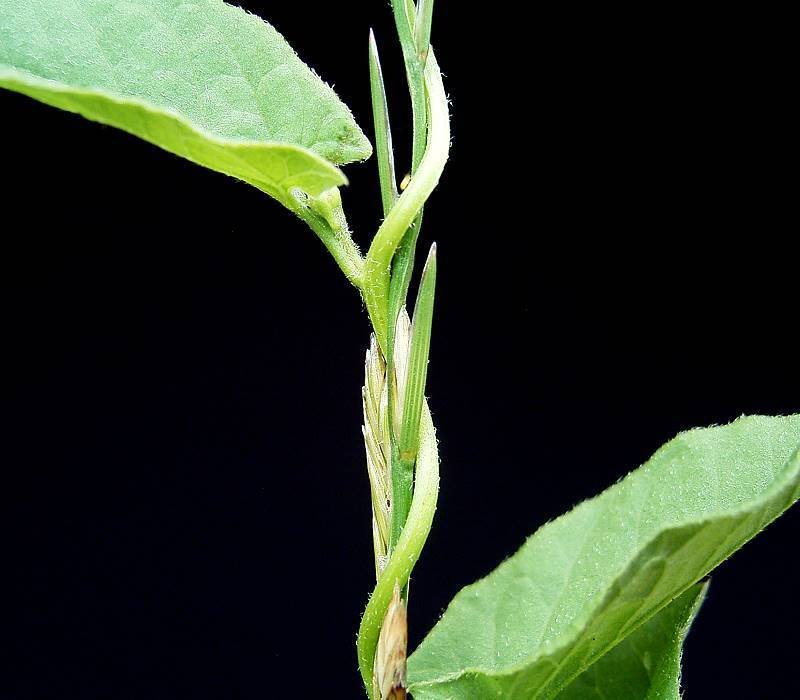
Windender Stängel

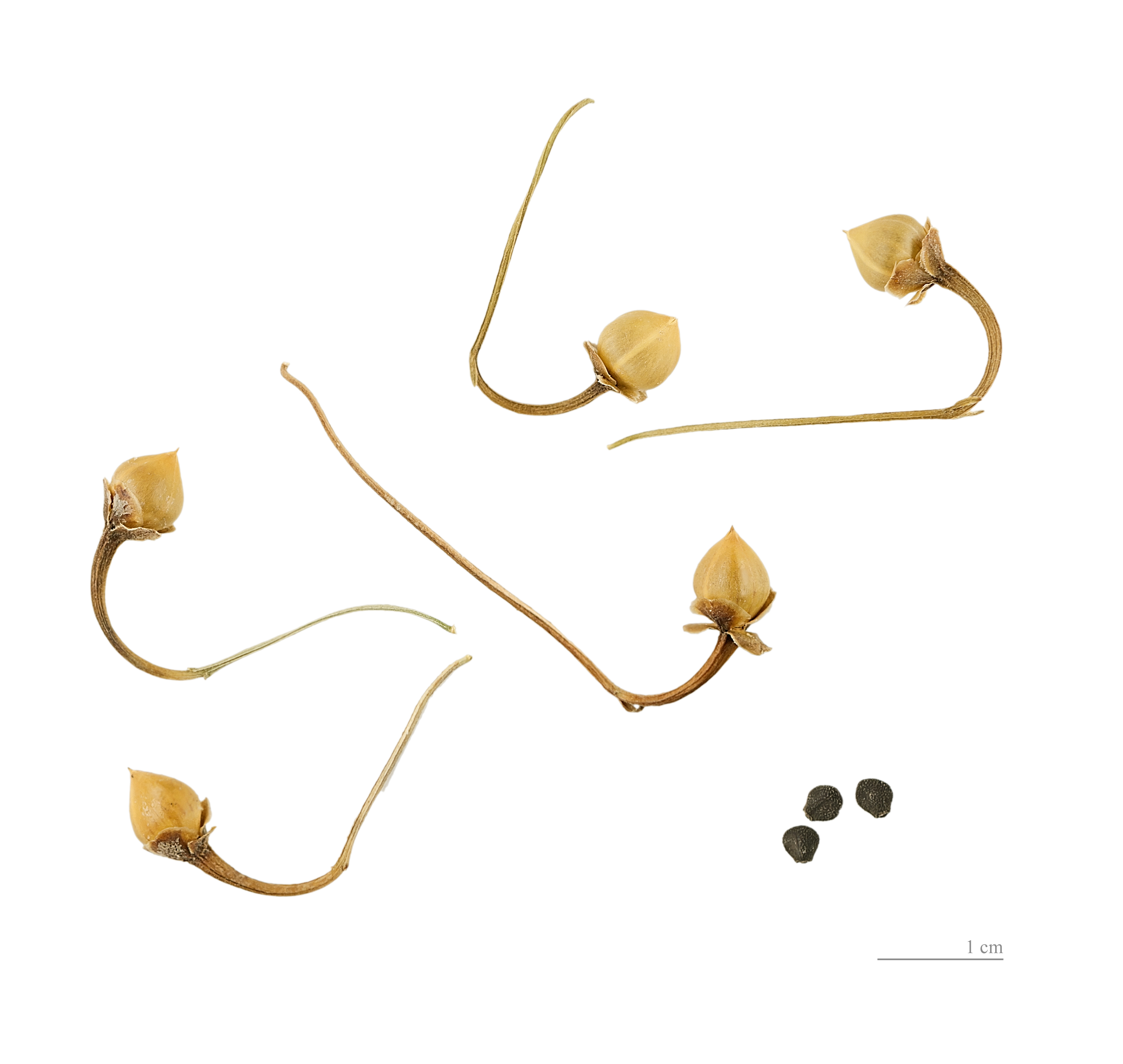
Kapselfrucht und Samen

Sie bildet im Boden ein dichtes Netzwerk von knotig verdickten „Wurzelsträngen“ aus, die immer wieder neue Sprossachsen hervortreiben, selbst wenn man die Pflanze oberflächlich gejätet hat. Die Spitzen der Sprossachsen führen kreisförmige Suchbewegungen durch (als Linkswinder von oben gesehen entgegen dem Uhrzeigersinn), um sich an einer geeigneten Unterlage emporwinden zu können.
Die Acker-Winde ist ein Rhizom- und Wurzelknospengeophyt, dessen Wurzeln zur Sprossbildung fähig sind. Sie ist eine linkswindende Kletterpflanze und eine typische Trockenheitspflanze. Ihr Wurzelwerk reicht bis zwei Meter tief. Abgeschnitten verwelkt sie jedoch rasch, weil ihre Wurzeln mit hoher Saugkraft für das Überleben unentbehrlich sind.
Die Blütezeit ist von April bis Oktober. Die Blüten der Acker-Winde sind homogame „Große Trichterblumen“, die nur einen Tag geöffnet sind (Eintagsblumen). Die Blüten öffnen sich bei schönem Wetter meist gegen 7 bis 8 Uhr vormittags und schließen sich zwischen 13 und 14 Uhr nachmittags. Bei kühlem Wetter kommt es zu Schließbewegungen (Thermonastie). Bei Regenwetter bleiben die Blüten geschlossen und gelten daher auch als Wetterpropheten. Der Nektar wird am Grunde des Fruchtknotens gebildet und ist von der Basis der Staubfäden bedeckt; deshalb führen nur fünf enge Spalten zum Nektar hin. Bestäuber sind Insekten aller Art, aber besonders treten Spiralhornbienen (Systropha) auf, die auf Windengewächse spezialisiert sind. Sie wälzen sich in den Blüten. Es findet aber auch Selbstbestäubung statt.
Während des Wachstums führt die Spitze des Triebes windentypische kreisende Bewegungen (Nutation) aus, wobei für einen Kreis nur 80 bis 100 Minuten benötigt werden. Die Bewegung erfolgt gegen den Uhrzeigersinn.
Die unauffälligen Kapselfrüchte hängen zur Reife nach unten. Der Samenansatz ist meist gering. Ausbreitung erfolgt hauptsächlich durch den Menschen über Ackergeräte usw. Außerdem tritt Schwerkraftausbreitung, Zufallsausbreitung durch Weidetiere und Ausbreitung der Rollsamen als Bodenroller auf. Fruchtreife ist von August bis Oktober.
Die vegetative Vermehrung erfolgt durch Ausläufer und Wurzelsprosse. Bei der Bodenbearbeitung wachsen kleinste unterirdische Teile zu ganzen Pflanzen heran. Obwohl sie hübsche, zarte, große Trichterblüten besitzt, ist sie in Gärten, auf Feldern und Weinbergen nicht gerne gesehen, weil sie sich an Kultur- und Zierpflanzen emporrankt und mit ihrem eigenen raschen Wachstum deren Entwicklung hemmt. 
Die Blüten bieten reichlich Nektar und Pollen für Bienen, Käfer und Schmetterlinge, insbesondere für den Windenschwärmer (Agrius convolvuli). Auch vom Vieh werden die Pflanzen als Bestandteil von Heu gerne gefressen. Für das Ackerwinden-Bunteulchen (Emmelia trabealis), einen stark spezialisierten Kleinschmetterling, sind die Blüten der Acker-Winde die einzige Raupennahrung. Die beiden heimischen Spiralhornbienen leben oligolektisch von der Acker-Winde.

## Biochemie
In der Pflanze kommen verschiedene Alkaloide, wie Convolvin uns Convolvelin, Jalapin, Tropin, Pseudotropin, Tropinon, Cuscohygrin und Hygrin, vor. Vitamine sind C, E, und Carotin. Von den Phenolsäuren sind Ferulasäure und Kaffeesäure enthalten. Folgende Cumarine werden gebildet: 3-Methyl-esuletin, Umbelliferon und Scopoletin. Des Weiteren kommen die Flavonoide Quercetin und Kaempferol vor. Außerdem sind Saponine, Gerbstoffe und Steroide (Stigmasterol) enthalten.

## Medizinische Nutzung
Es kann gegen Bluthochdruck und als Immunstimulantes Mittel eingesetzt werden. In Zentral- und Mittelasien wird ein aus der Pflanze hergestellter Saft bei Gallenblasenproblemen, Lungenerkrankungen, Bronchitis, Leber- und Milzproblemenen eingesetzt. Äußerlich wird es zur Behandlung von Schlangenbissen und Skorpionstichen, zur Entfernung von Sommersprossen und zur Behandlung von Verbrennungen, Geschwüren, Wunden, Schnitten, Prellungen, Arthritis, Ischias, Hautgeschwüren und Pilzerkrankungen der Haut verwendet. Es wird auch als Diuretikum genutzt.

## Vorkommen

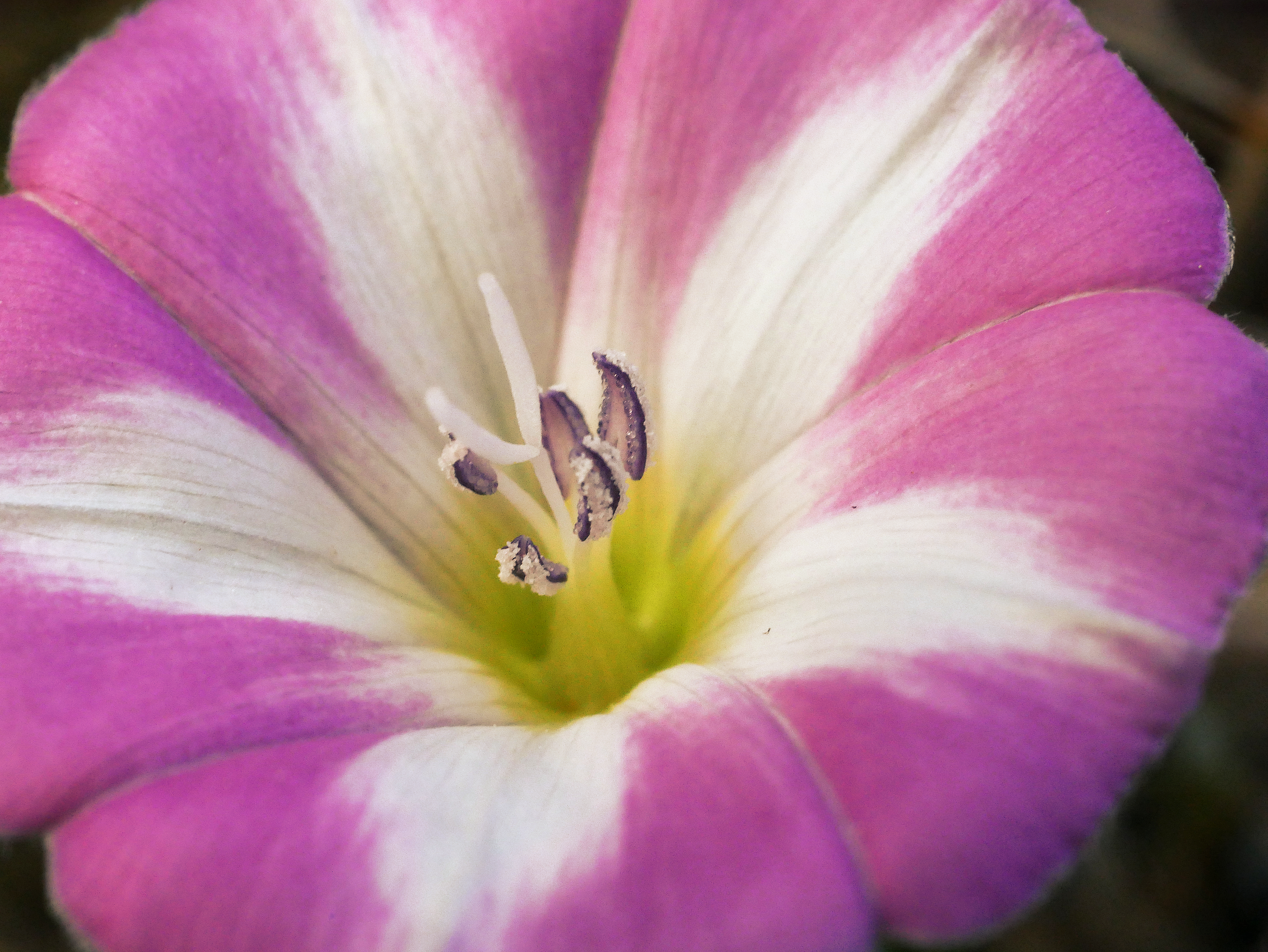
Blüte im Detail

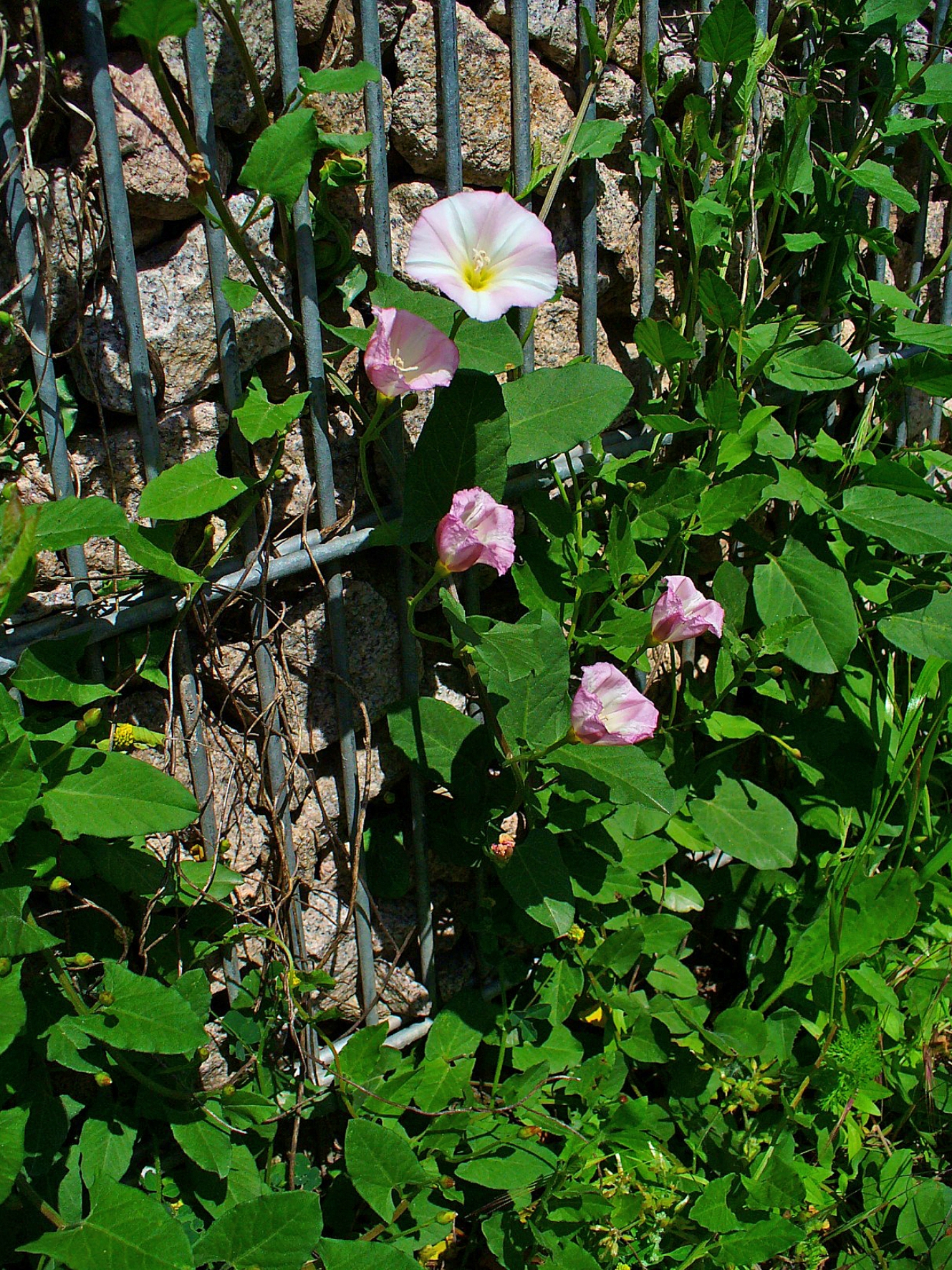
Habitus, Laubblätter und Blüten

Ursprünglich in Eurasien und Nordafrika beheimatet, kommt sie fast weltweit in den gemäßigten bis subtropischen Zonen vor. Die Acker-Winde ist in Europa weitverbreitet. Außer auf Äckern findet man die Acker-Winde auf Wegen, Wiesen und Schuttplätzen. Sie gedeiht in Mitteleuropa auf frischen bis mäßig trockenen, nährstoff- und basenreichen, meist humusarmen Lehm- oder Tonböden. Die Acker-Winde ist eine Charakterart des Convolvulo-Agropyretum aus dem Verband der Quecken-Halbtrockenrasen (Convolvulo-Agropyrion repentis). Sie steigt in der Schweiz im Schanfigg bis in eine Höhenlage von 1850 Meter, im Kanton Wallis bis 1980 Metern auf.
Die ökologischen Zeigerwerte nach Landolt et al. 2010 sind in der Schweiz: Feuchtezahl F = 2+w (frisch aber mäßig wechselnd), Lichtzahl L = 4 (hell), Reaktionszahl R = 4 (neutral bis basisch), Temperaturzahl T = 4 (kühl bis mäßig), Nährstoffzahl N = 4 (nährstoffreich), Kontinentalitätszahl K = 4 (subkontinental).

## Taxonomie
Die Erstveröffentlichung von Convolvulus arvensis erfolgte 1753 durch Carl von Linné in Species Plantarum, Tomus I, S. 153. Synonyme für Convolvulus arvensis L. sind: Convolvulus arvensis subsp. crispatus Franco, Convolvulus arvensis var. linearifolius Choisy.

## Trivialnamen
Für die Ackerwinde bestehen bzw. bestanden auch die weiteren deutschsprachigen Trivialnamen: Bedewinde (Schlesien), Erdwinde (Schlesien), Hergottkedelcher (Siebenbürgen), Kornwinde (Schlesien, Schweiz), Mittelwind, Pädewinde (Potsdam), Pathenwinde (Tübingen), Snerrkrut (Holstein, Fallersleben), Snirrkrut (Holstein, Fallersleben), Strumpfe (Österreich), Strupfe (Österreich), Teufelsdarm (Schlesien), Omspunnen Tüch (Helgoland), Wäwinde (Altmark), Waidach (Kärnten), Waen (Eifel bei Nürburg), Kleu Wedewinde (mittelniederdeutsch), Klen Wedewindeblom (mittelniederdeutsch), Klen Wedewindeglocken (mittelniederdeutsch), Weegbinn (Holstein), Wegewinne (Mecklenburg), Wewinne (Göttingen, Fallersleben), Wewinneke (Göttingen), Winda, Windel (Oberhessen), Kleine Winde (Schlesien), Weiß Winde und Windglöckchen (Schlesien).
Sie wird auch Windling oder Feldwinde genannt.
Der Beiname Muttergottesgläschen entstammt einer Kinderlegende der Brüder Grimm, nach welcher die Mutter Gottes aus der Blüte der Feldwinde einen Schluck Wein trank, indem sie den Blütenkelch der Pflanze als Trinkglas benutzte.